# Ellaktor
Die Ellaktor AE (griech. Eigenschreibweise: ΕΛΛΑΚΤΩΡ) ist ein börsennotierter, international tätiger Baudienstleister mit Sitz in Kifisia bei Athen. Der Geschäftsbereich Umwelt, Energie und Abfallwirtschaft firmiert als „Helector“ und hat seinen Sitz in Solms mit einer Niederlassung in Hamburg. 

## Geschichte
Die Vorgängerfirmen Elliniki Technodomiki, Aktor und TEB wurden in den 1950er und 1960er Jahren gegründet, 1999 fusionierten die Unternehmen zu dem größten Bauunternehmen Griechenlands. 2008 wurde der Firmenname von Elliniki Technodomoki-TEB auf Ellaktor verkürzt. Ab 2001 wurde der Bereich „Erneuerbare Energien“ ausgebaut. 
2003 wurde der neue Geschäftsbereich Umwelt, Energie und Abfallwirtschaft gegründet, der seit 2005 eine 50-Prozent-Beteiligung an der Herhof GmbH besitzt. Zu den realisierten Projekten der Helector in Deutschland gehören Biomasse-Kraftwerken und Bioabfallbehandlungsanlagen. 
Das klassische Baugeschäft wurde in die 100-prozentige Tochtergesellschaft „Aktor“ ausgegliedert.

## Geschäftsbereiche
Das Unternehmen gliedert sich in folgende Geschäftsbereiche:
- Construction („Aktor“)
- Concessions
- Waste Management (Umwelt, Energie und Abfallwirtschaft)
- Energy
- Real Estate Development
- Holdings